# 242 г. пр.н.е.
242 (двеста четиридесет и втора) година преди новата ера (пр.н.е.) е година от доюлианския (Помпилийски) римски календар.

## Събития

### В Римската република
- Консули са Гай Лутаций Катул и Авъл Постумий Албин.
- Съзададена е длъжността на перигринския претор (praetor perigrinos).[1]
- Продължава Първата пуническа война. Римски флот блокира Дрепана и Лилибеум в Сицилия, за да се прекъснат снабдителните линии на картагенските войски на острова.[1]

### В Гърция
- Арат Сикионски напада Атика и Саламин.[2]
- Спартанският цар Леонид II е прогонен в изгнание в Тегея от Агис IV. Опити за реформи в Спарта, сред които е опростяване на дълговете.[2]
- Спарта и Ахейският съюз стават съюзници.[2]
- Агизилай е ефор в Спарта след като старите ефори са изгонени.[2]

### В империята на Селевкидите
- Антиох Хиеракс, като съвладетел на брат си Селевк II Калиник, управлява селевкидските владения на запад от планините Тавър.[2]